# Margarinekrigen (fra 1972)
 For alternative betydninger, se Margarinekrigen. (Se også artikler, som begynder med Margarinekrigen)
Margarinekrigen er den populære betegnelse for kampen om markedet mellem forskellige margarinefabrikker i Danmark i 1970'erne og 1980'erne. Striden handlede samtidig om at undgå, at hele det danske margarinemarked kom på udenlandske hænder. Det lykkedes ikke.
Omkring 1. verdenskrig blev produktionen koncentreret på stadig færre hænder. De dominerende fabrikker Otto Mønsted A/S i Århus og København (grundlagt 1883/1909) og Margarinefabrikken Alfa i Vejen (grundlagt 1897) opkøbte mange konkurrenter.
Fra 1929 blev konkurrencen gradvist skærpet, idet hollandske virksomheders opkøb af danske fabrikker resulterede i kraftige prisfald og stigende konkurrence. Disse konkurrenter blev efterhånden samlet i firmaet Unilever, som fra 1930'erne ejede Solofabrikken i Sønderborg (anlagt 1888 og dansk ved Genforeningen 1920). Unilever ejede også Korsør Margarinefabrik.
Svaret på den udenlandske konkurrence blev en fælles prispolitik og regulering, der blev indgået som en tiårig aftale 1931 mellem de tre store danskejede margarineproducenter, Alfa, Solo og Otto Mønsted A/S.
I 1947 blev der via firmaet A/S Margarine-Compagniet etableret et kartelsamarbejde mellem Alfa, Solo (i mellemtiden overtaget af Unilever) og Otto Mønsted A/S. Ifølge aftalen skulle samarbejdet vare i 25 år. Samtidig blev Otto Mønsteds OMA-navn fælles varemærke. Aftalen
var kontroversiel og udløste en forespørgselsdebat 28. maj 1948 i Folketinget. Især medlemmer af Det Konservative Folkeparti var bekymrede for Unilevers nye dominans i Danmark. Undersøgelsen af Margarine-Compagniets forhold blev overdraget til Priskontrolrådet, hvis redegørelse blev sendt til Handelsministeriet i slutningen af november 1948. Efter drøftelse i et Rigsdagsudvalg, som tog redegørelsen til efterretning, offentliggjorde Handelsministeriet den i april 1949, og mere skete der ikke i sagen.
Da samarbejdsaftalen udløb i 1972, forblev Otto Mønsted og Unilever i samarbejdet, nu under navnet Margarine-Selskabet, mens Alfa brød ud og fortsatte som selvstændig virksomhed. Alfas afvisning af at lade sig opsluge af den monopollignende gigant Unilever blev startskuddet til Margarinekrigen. I det følgende årti fordoblede Alfa sin markedsandel. Samtidig standsede Otto Mønsted sin margarineproduktion i (1982) og solgte varemærkerne til Unilever.
I 1982 blev Johnny Vang-Lauridsen adm. direktør for Alfa. Hun havde haft indflydelse via bestyrelsen i en årrække. I 1984 indgik hun et samarbejde med Unilever, men da Unilever foreslog at lukke produktionen i Vejen i 1986, protesterede Johnny Vang-Lauridsen. Hun måtte opgive kampen, da tillidsmændene på Unilevers fabrik i Sønderborg og Alfas fabrik i Vejen i 1990 stod sammen om at standse krigen. Unilver overtog fabrikken i 1991 og lukkede den året efter. En konkurrenceklausul forpligtede Johnny Vang-Lauridsen til ikke at påbegynde margarinefabrikation inden for tre år, men så snart de var gået etablerede hun i 1994 margarinefabrikken Grønvang i Vejen. Selskabet led store tab det første år og måtte allerede i 1995 gå i betalingsstandsning og senere konkurs. Fabrikken blev videreført af Royal Brinkers, der også er et hollandsk firma.
I 1998 lukkede Unilever Solofabrikken i Sønderborg.